# Reophacellidae
Reophacellidae es una familia de foraminíferos bentónicos de la superfamilia Verneuilinoidea, del suborden Verneuilinina y del orden Lituolida. Su rango cronoestratigráfico abarca desde el Pennsylvaniense (Carbonífero superior) hasta la Actualidad.

## Discusión
Clasificaciones previas incluían los géneros de Reophacellidae en la familia Verneuilinidae, así como en el suborden Textulariina del Orden Textulariida, o en el orden Lituolida sin diferenciar el suborden Verneuilinina.

## Clasificación
Reophacellidae incluye a las siguientes subfamilias y géneros:
- Subfamilia Pseudoreophaxinae
  - Pseudoreophax †
- Subfamilia Reophacellinae
  - Falsogaudryinella †
  - Reophacella †
  - Uvigerinammina †